# 上田信用金庫
上田信用金庫（うえだしんようきんこ、英語：Ueda Shinkin Bank）は、長野県上田市に本店を置く信用金庫である。

## 沿革
- 1922年12月 - 産業組合法に基づき、有限責任上田市信用組合として設立。
- 1951年11月 - 信用金庫法に基づき、上田信用金庫に改組。
- 2002年 8月 - 経営破綻した上田商工信用組合の事業の一部を譲受[1]。

## 店舗
本店のある長野県上田市をはじめ、長野県東信地方に23店舗を持つ。

## ATM
上田信金のATMコーナーでは、他の信用金庫のキャッシュカードでも、「しんきんATMゼロネットサービス」により、平日8時45分から18時及び土曜9時から14時の入出金に限り手数料は無料となる。
また、八十二銀行（ぐるっと信州ネット）のキャッシュカードでも、平日8時45分から18時の出金に限り手数料は無料となる（その逆も同様。ただし、八十二銀行が参加しているコンビニATM：ローソンATMでは対象外。）。
セブン銀行ATM、イオン銀行ATMとも提携している（いずれも要手数料）。